# Las Médulas

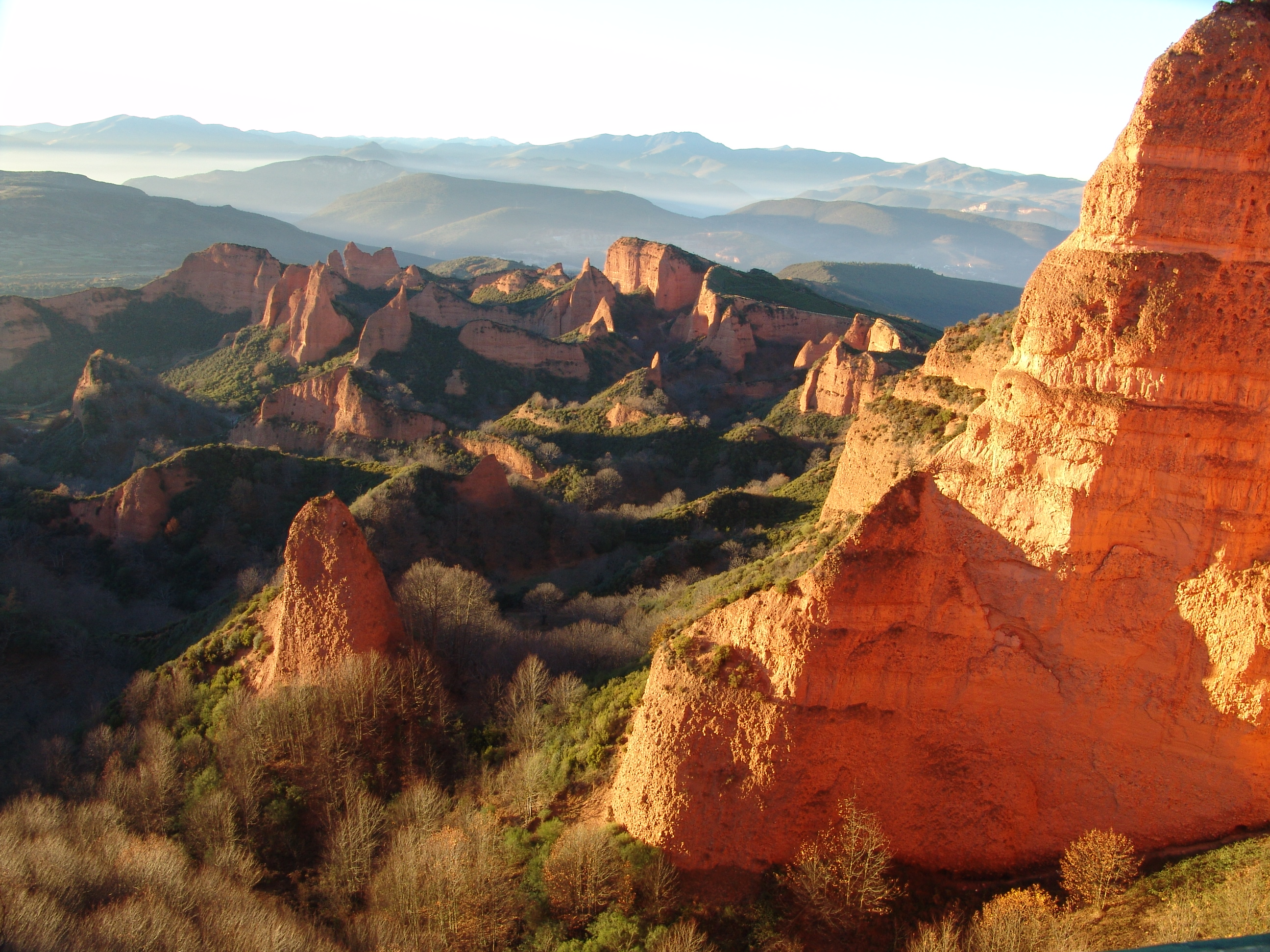
Panoramabild av Las Médulas

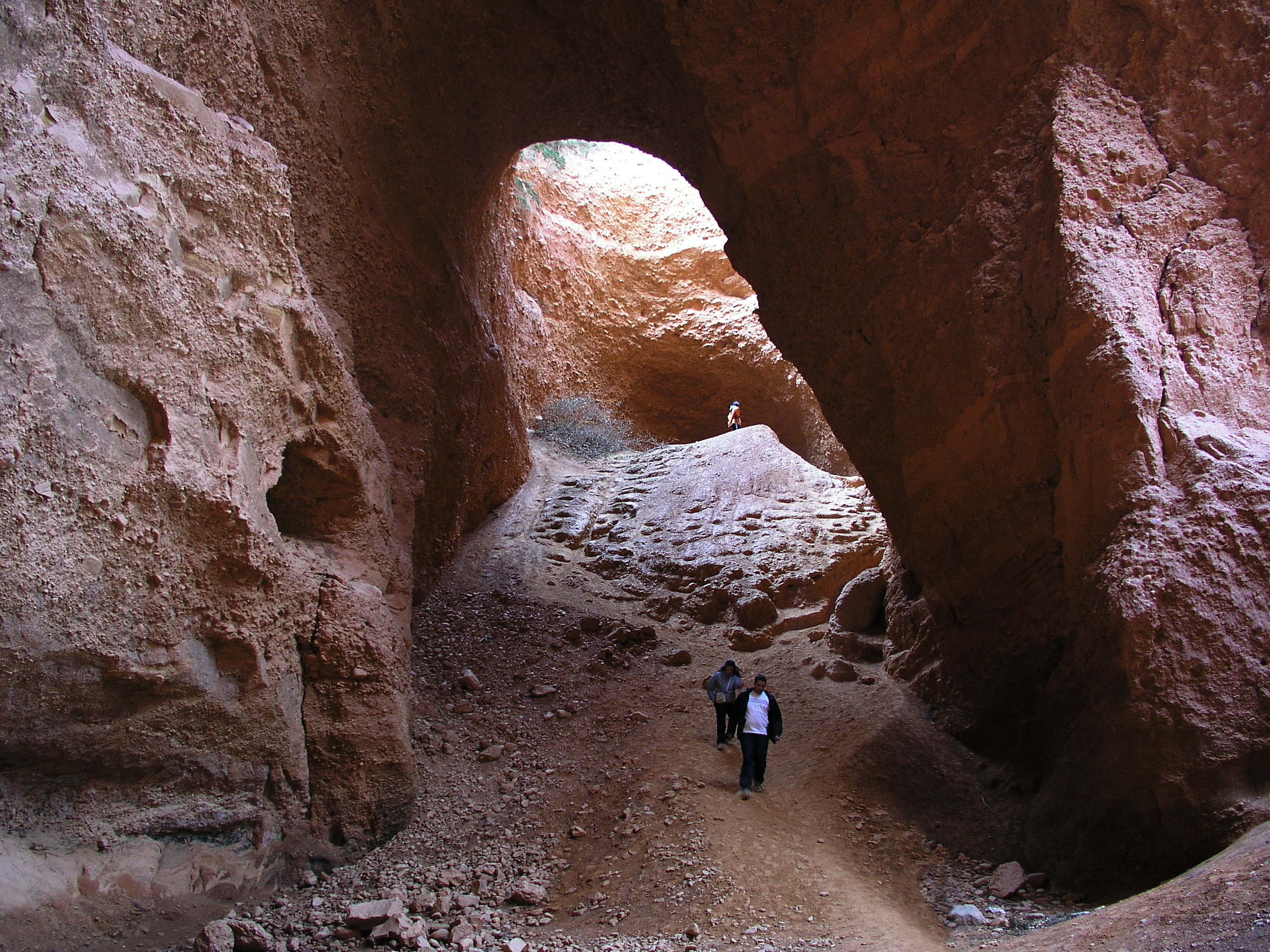
Interiör av den största "grottan" med öppningar som visar gångarnas storlek

Las Médulas är beläget nära staden Ponferrada i Leónprovinsen i Spanien och var det romerska rikets viktigaste guldgruva. Las Médulas kulturlandskap har satts upp av Unesco på Världsarvslistan.
Det imponerande landskapet vid Las Médulas är ett resultat av den metod som användes, Ruina Montium ("riva berget"), en romersk gruvbrytningsteknik som beskrivs av Plinius den äldre. Brytningen gick till på så sätt att man bröt gångar ner genom berget och sedan uppifrån hastigt släppte på stora mängder vatten som bokstavligen rev ner berget; en föregångare till den kaliforniska hydrauliska gruvbrytningsmetoden.
För att leda det nödvändiga vattnet från Sierra de La Cabrera till Las Médulas byggdes vattenkanaler mer än hundra kilometer långa, varav fortfarande några sträckor finns bevarade.
Plinius skriver också att 20 000 romerska skålpund guld bröts varje år. 60 000 fria arbetare var inblandade i utvinningen som under en tidsrymd av 250 år resulterade i 5 000 000 skålpund (1 635 000 kg) guld.
- Wikimedia Commons har media som rör Las Médulas.